# Гхассульская культура
Г(х)а(с)сульская культура (период) — археологический культурно-исторический период среднего медного века в древнейший период истории юга Палестины (около 3800—3350 гг. до н. э.) Гасульский период синхронен халафскому в северной Сирии и Месопотамии.. Типовой памятник, Тулайят аль-Гасуль, находится в долине реки Иордан невдалеке от Мёртвого моря, и был раскопан в 1930-е годы.

## Поселения

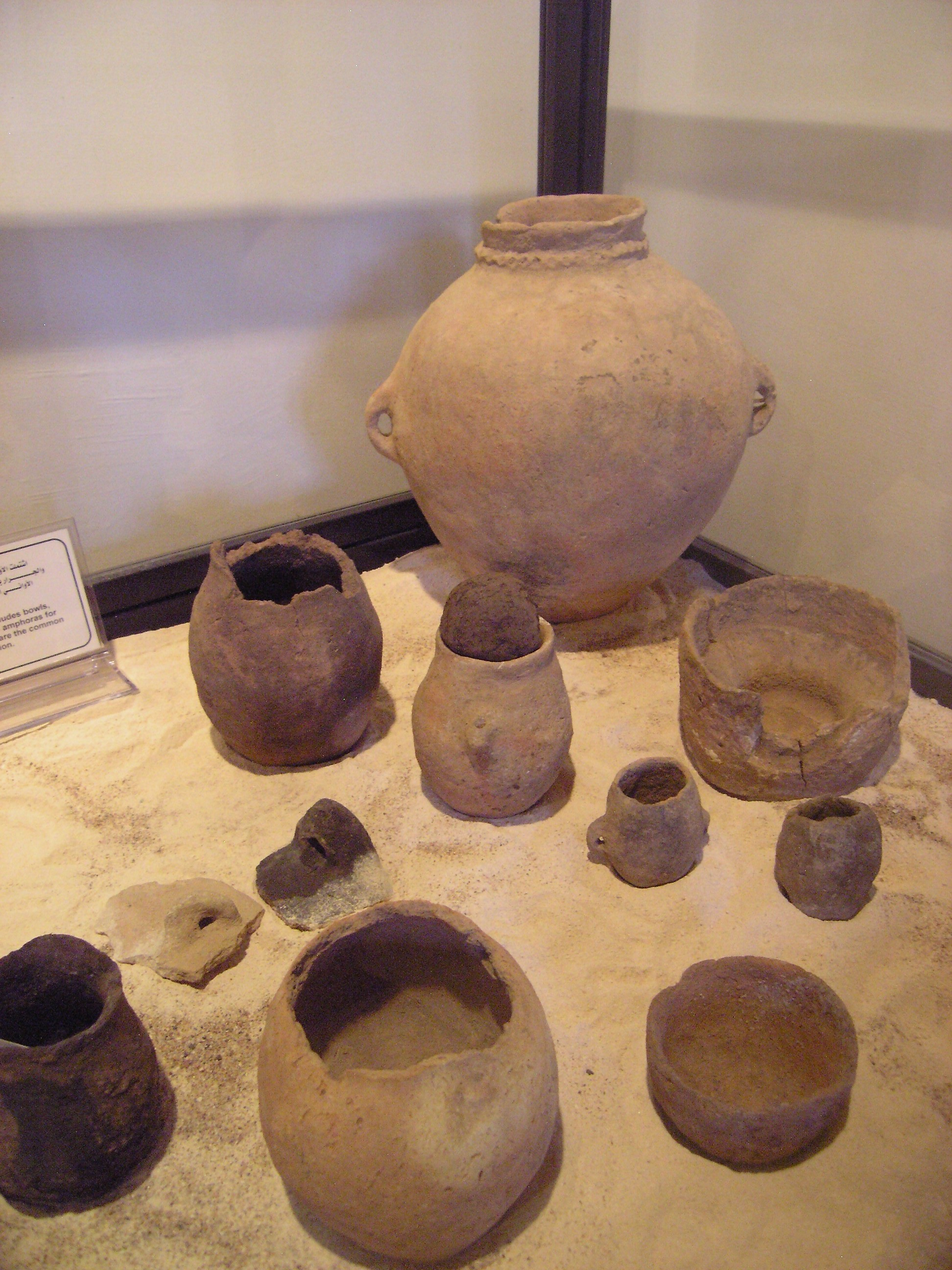
Гасульская керамика

Для гасульского периода характерны небольшие посёлки людей, которые мигрировали на юг из Сирии на территорию современного Израиля. Дома (17 строений) имели трапециевидную форму, строились из кирпича-сырца. Стены покрывались многоцветными рисунками (фрески).

## Керамика
Керамика была весьма искусной, и включала «бокалы» (чаши на ножке) и роговидные кубки, что свидетельствует о производстве вина. Обнаружены несколько примеров расписной керамики, где роспись была выполнена по лощёной, но ещё не высохшей глине. Также гасульцы занимались плавкой меди.

## Захоронения
Покойников хоронили в каменных дольменах. Ряд исследователей связывает Гхасульскую культуру с мегалитическими памятниками.

## География и культурные коммуникации
Гасульский культурный период выявлен во многих других местах на территории современного юга Израиля, особенно в окрестностях города Беэр-Шева. Гасульская культура имеет много общего с амратийским этапом додинастического Египта (известен также как Негада I), а также с халафской культурой Месопотамии. Возможно, гасульская культура в результате торговли с минойской культурой на Крите приобрела с ней некоторое сходство в изделиях — например, характерные сосуды для масла, так называемые «птичьи амфоры».

## Хозяйство
Земледелие на основе выращивания ячменя.

## Происхождение
Гасульская культура заменила культуры Мунхата и Ярмук. Предполагается, что гасульская культура развилась частично в результате слияния носителей культуры докерамического неолита B в долине реки Амук с носителями культуры Мунхата и кочевыми скотоводами Аравии. С климатологической точки зрения гасульский период соответствует Старому Перону), который начался около 5000—4900 гг. до н. э. и продолжался до 4100 г. до н. э. — это был период в целом мягкого субтропического климата, благоприятствовавшего росту растений.

По-видимому, гасульская культура легла в основу более поздней ханаанской цивилизации, где достижения эпохи халколита легли в основу характерной для Средиземноморья смешанной экономики с интенсивным натуральным хозяйством, основанным на выращивании садовых фруктов и овощей, массовом выращивании злаков, сезонных переселениях и кочевом скотоводстве, а также коммерческой культивации виноградного вина и оливок. Антропологически изображения артефактов данной культуры свидетельствуют о переднеазиатском происхождении её носителей. 

## Закат
До 3300 г. до н. э. Гхассул был разрушен, и жители покинули его.